# Cartes à collectionner Desert Storm
Les cartes à collectionner Tempête du désert (Desert Storm en anglais) sont des séries de cartes à collectionner représentant des personnes et des équipements ayant participé à la guerre du Golfe. Les cartes ont été publiées aux États-Unis par diverses sociétés et la taille des séries variait considérablement d'une société à l'autre (par exemple, la série de neuf cartes publiée par Crown Sports Cards et la série de 250 cartes publiée par Pro Set (en)). Les cartes se voulaient éducatives, le produit des ventes étant reversé aux enfants des vétérans de la guerre du Golfe. Elles ont été produites à une époque où l'industrie des cartes à collectionner élargissait sa gamme bien au-delà des figures sportives traditionnelles.
Les jeux de cartes tirent leur nom de l'opération Tempête du désert, opération militaires réalisée contre l'Irak du 17 janvier au 28 février 1991 par une coalition internationale sous commandement des États-Unis et missionnée par les Nations unies. 

## Jeu de cartes Topps

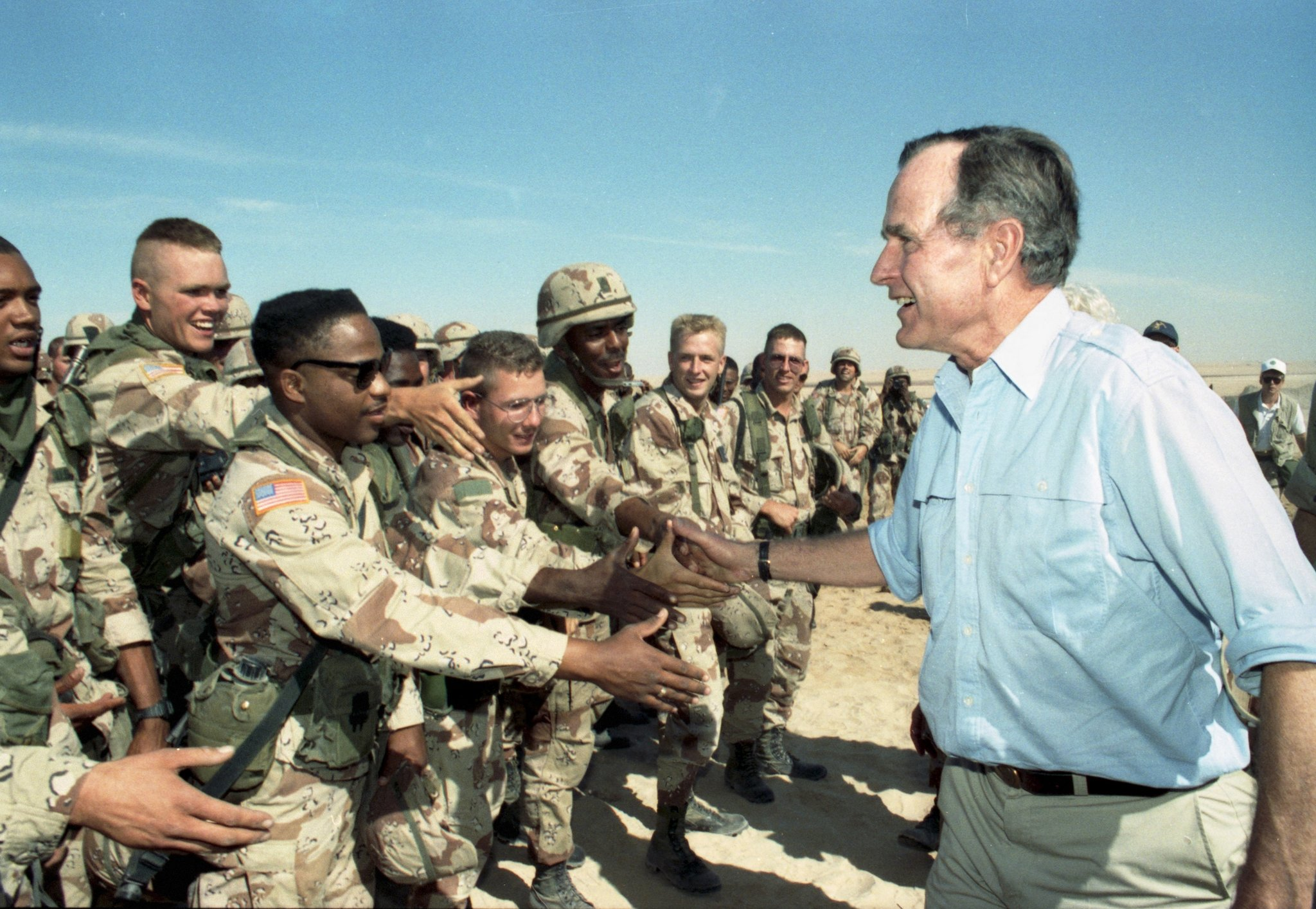
George HW Bush a été présenté comme la carte numéro 1 dans l'ensemble Topps.

La série Topps se compose de 88 cartes et de 22 autocollants, et comprend des images de personnes et de matériel provenant de tous les camps du conflit. On y trouve des personnages tels que Norman Schwarzkopf et Dick Cheney, ou encore des armes ou des véhicules militaires. En tant que commandant en chef, George H. W. Bush figure sur la première carte de la série. Les cartes d'armes et d'équipements décrivent les caractéristiques de chaque article, avec des informations fournies par des sources du Pentagone et des fournisseurs d'armes. Un paquet de neuf cartes et d'un autocollant coûtait 50 cents. Topps a commenté la série en déclarant qu'elle n'était « ni frivole ni opportuniste » et que le produit ne « glorifiait pas la guerre ». Topps a insisté sur le fait que les cartes fournissaient aux adultes et aux enfants des informations éducatives d'une « manière non sensationnelle ».
Topps a publié les cartes de collection Tempête du désert en trois séries : Série I : Coalition For Peace ; Série II : Victory Series et Série III : Homecoming Edition.

## Autres séries de jeux de cartes
Pro Set s'est lancé dans ce domaine après Topps et a prétendu s'être inspiré des troupes elles-mêmes, qui auraient demandé à la société : "Pourquoi ne faites-vous pas un jeu de cartes pour dire aux Américains ce que nous faisons ici". Ils ont publié un jeu de 250 cartes (comprenant des dirigeants étrangers et des pays du Moyen-Orient), vendues par paquets de dix, dont les recettes ont été reversées à des "associations caritatives pour les enfants des vétérans de la tempête du désert", selon le président de la société. Pacific Trading Cards a publié un jeu de 110 cartes, et un jeu de neuf caricatures a été publié par Crown Sports Cards.

## Contexte et popularité

### Contexte économique et politique
Les cartes à collectionner Tempête du désert s'inscrivent dans un mouvement plus large de l'industrie des cartes à collectionner, qui cherche à s'éloigner d'un marché « sursaturé et... hors de prix », et qui a commencé à imprimer des cartes représentant des « héros de dessins animés, des personnalités de la télévision, des vedettes du rock et même des meurtriers ».
Selon Steven C. Dubin, ils étaient révélateurs d'une vague de « ferveur patriotique » qui a déferlé sur les États-Unis au moment de l'opération Tempête du désert. De nombreux auteurs ont noté que les cartes sont des images emblématiques de la combinaison de l'économie et du patriotisme,.

### Popularité et bénéfices
Les cartes à collectionner étaient populaires en dehors des "collectionneurs de cartes" typiques, et elles se sont vendues rapidement. Certains magasins ont écoulé leur stock dans les heures qui ont suivi la livraison, d'autres l'ont épuisé en moins d'une semaine. Pro Set s'est engagé à faire don d'un million de dollars ou de la totalité des recettes de sa série de cartes à collectionner Tempête du désert aux enfants des vétérans de la tempête du désert, tandis que Topps a fait des dons non spécifiés, notamment aux United Service Organizations (organisations de services publics).
Leur popularité a été attestée par Colin Powell, président de l'état-major interarmées de 1989 à 1993, qui a déclaré qu'à l'époque, il passait "une bonne partie de [son] temps" à signer des cartes. Dix ans plus tard, Topps a repris l'idée en imprimant une série de cartes similaires liées à l'opération Enduring Freedom.  La carte représentant Norman Schwarzkopf. aurait inspiré le titre de l'album Check Your Head des Beastie Boys, sorti en 1992.

## Critique
Les cartes à collectionner ont été attaquées pour au moins deux raisons, l'exactitude et l'impact culturel. Les informations sur certaines des cartes Topps ont été critiquées comme étant incorrectes (comme dire que l'OTAN comptait 27 membres, alors qu'en 1991 elle en comptait seize), redondantes (comme "fantassin de combat au sol"), manifestement évidentes ("les navires de transport portent des poids énormes"), ou "simplement incompréhensibles" (comme la vague affirmation "La portée et la précision (des missiles) varient de quelques pieds à plusieurs centaines de miles").